# Laurent de Březová
 (septembre 2024).
Pour les articles homonymes, voir Březová.
Laurent de Březová (tchèque : Vavřinec z Březové ; vers 1370 - vers 1437) est un écrivain tchèque de la période hussite, auteur de Carmen insignis Corone Bohemie et de Historia Hussitica. Il écrivait en tchèque et en latin. Historien du mouvement hussite, ses œuvres sont généralement considérées comme plus ou moins fiables.

## Éléments biographiques
Laurent est né à Březová, aujourd'hui une localité de Úmonín près de Kutná Hora. Ses dates de naissance et de mort ne sont pas connues avec exactitude. Il étudie à l'université de Prague où il obtient sa licence en 1389 et sa maîtrise en 1394. En 1391, il a été ordonné par le pape Boniface IX, à un âge non canonique de vingt ans, et par conséquent, le 17 mai 1391, le pape l'a assigné à la paroisse de Louny.
Dans les années 1390, il commence à servir aux côtés du roi Venceslas IV de Bohême (probablement jusqu'à sa mort en 1419). Il est également un partisan des Hussites. Opposant à Sigismond Korybut, il est contraint de quitter Prague en 1427. Cette année-là, il traduisit les privilèges de la Vieille Ville (Prague), qui furent abolis en 1434. Lors de la demande de rétablissement de l'empereur (1436), ces privilèges furent rétablis grâce au témoignage de Laurent.